# Операторна алгебра
Операторна алгебра — алгебра операторів, що діють на топологічному векторному просторі. Операторні алгебри активно застосовуються в теорії представлень і в диференціальній геометрії, в квантовій механіці і в квантовій статистичній фізиці, в квантовій теорії поля і в сучасній класичній механіці.
Такі алгебри можуть використовуватися для вивчення різних множин операторів. З цієї точки зору, операторні алгебри можна розглядати як узагальнення спектральної теорії одного оператора.
Операторна алгебра являє собою множину операторів, на якій визначено алгебричні та топологічні структури. В загальному випадку в операторних алгебрах використовуються некомутативні кільця. Зазвичай в операторних алгебрах вимагається замкнутість відносно однієї з топологій, що визначаються на операторах.
Одним із прикладів операторних алгебр є алгебри фон Неймана (вони ж W*-алгебри), що визначаються як *-алгебра операторів у гільбертовому просторі з операцією ермітового спряження, замкнута відносно слабкої операторної топології, така що містить 1. Та сама структура спряження на операторах у гільбертовому просторі дозволяє будувати представлення С*-алгебр у вигляді операторних алгебр, замкнутих в операторній топології.